# 布里地区马尔勒
布里地区马尔勒（法語：Marles-en-Brie，法語發音：[maʁl ɑ̃ bʁi] ⓘ）是法国法蘭西島大區塞纳-马恩省的一个市镇，属于普罗万区。 

## 地理
布里地区马尔勒（48°43'41"N, 2°52'46"E）面积12.78 平方千米，位于法国法蘭西島大區塞纳-马恩省，该省份为法国北部内陆省份，北起瓦兹省，西接埃松省、马恩河谷省、塞纳-圣但尼省和瓦兹河谷省，南至卢瓦雷省，东南接约讷省，东临马恩省和奥布省，东北接埃纳省。
与布里地区马尔勒接壤的市镇（或旧市镇、城区）包括：布里地区拉乌赛、莱沙佩勒波旁、沙特尔、布里地区克雷沃克尔、丰特奈-特雷西尼、吕米尼-内勒-奥尔莫。

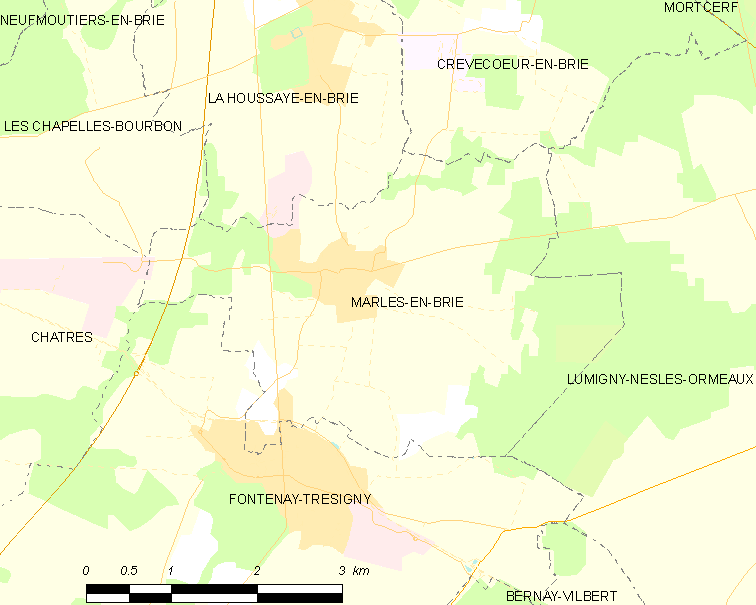
布里地区马尔勒的OSM定位图

布里地区马尔勒的时区为UTC+01:00、UTC+02:00（夏令时）。

## 行政
布里地区马尔勒的邮政编码为77610，INSEE市镇编码为77277。

## 政治
布里地区马尔勒所属的省级选区为丰特奈-特雷西尼县。

## 人口

1962-2008年间布里地区马尔勒人口变化图示

布里地区马尔勒于2022年1月1日时的人口数量为1889人。